# Totterfeld
Totterfeld ist ein Ort in der Oststeiermark unweit der burgenländischen Grenze. Es ist ein Ortsteil der Gemeinden Hartberg Umgebung und Buch-St. Magdalena im Bezirk Hartberg-Fürstenfeld.

## Geographie
Die zerstreuten Häuser befinden sich etwa 3½ km vom Stadtkern der Bezirkshauptstadt Hartberg an deren Stadtgrenze. Sie liegen am Nordrand des Oststeirischen Riedellands, auf ca. 390 m ü. A. am Riedl zwischen Hartberger Safen im Osten und Pöllauer Safen im Südwesten. Die Häuser erstrecken sich etwa über einen Kilometer entlang der L401 Hartbergerstraße (Lebing/B 54 – Fürstenfeld/B 319, km 2,6–3,8) und westlich davon – die gegenüber liegende Straßenseite gehört zur Ortschaft Safenau in der Stadt Hartberg.
Die Ortslage umfasst gut 30 Gebäude, davon zwei Drittel im Gemeindegebiet Hartberg Umgebung (Ortschaft und Katastralgemeinde Wenireith) und ein Drittel in Buch-St. Magdalena, die zu Oberbuch gerechnet werden.
Nachbarorte
|                                        | Neusafenau (Stadt Hartberg)                 | Safenau (Stadt Hartberg)           |
| Siebenbrunn (Gem. Hartberg Umg.)       | Kompassrose, die auf Nachbargemeinden zeigt | Hopfau (Gem. Buch-St. Magdalena)   |
| Unterdombach (Gem. Buch-St. Magdalena) | Wenireith (Gem. Hartberg Umg.)              | Oberbuch (Gem. Buch-St. Magdalena) |

## Geologie
Durch seinen alten Steinbruch (neben Löffelbach und Schildbach) ist die Geologie gut untersucht und wurde von Karl Justus Andrä in den 1850ern beschrieben. Hier befindet sich inmitten der Molassezone des Alpenvorlands im Südosten, an der Südkante des Jogllands (das noch zum Kristallin der Zentralalpen gehört), eine Bank von Leithakalk, einer Meeresablagerung der Paratethys des Tertiär, Miozän, Wende Sarmat zu Pannon. Diese ist mit etwa 11 Millionen Jahren geologisch gesehen sehr jung. Neben seiner Qualität als Baustoff ist die Formation auch für ihren Reichtum an Mikrofossilien bekannt. Sie ist mit den Kohleführenden Schichten von Weiz verbunden und von gutem, blauem Lehm und pannonischen Sanden überdeckt.

## Geschichte, Wirtschaft und Infrastruktur
Ursprünglich befand sich hier ein Wald, der Totterwald, der zu der Hartberger Stadtpfarre gehörte. Unter Stadtrichter Peter de Lanzi (im Amt 1574–76) wurde der Wald teilweise gerodet und das Große und Kleine Totterfeld (Tottenfeld, Tottichfeld) angelegt. Die Gründe wurden als Äcker an die Hartberger Bürger verteilt. Die Streifenflur ist beiderseits des Totterfeldwegs noch erkennbar, wenn sie auch nicht mehr so kleinteilig ist wie noch im 19. Jahrhundert (noch im Franziszäischen Kataster um 1830 sind manche Parzellen bei 300 Meter Länge nur 20 m breit). Im Laufe der Zeit entstanden hier verstreute Ansiedlungen.
Bald wurden nördlich auch Kalk, Sand und Lehm abgebaut (Tottenfelder Sandgrube), und es entstand eine große Ziegelei, die von den Stadtwerken Hartberg betrieben wurde.
Ende der 1990er Jahre waren die Lehmvorräte erschöpft. 1999 wurde die Produktionsstätte endgültig geschlossen. Danach wurde auf diesem Areal der Ökopark Hartberg errichtet, das einen Technologie- und Gewerbeparks für Umwelttechnik, einen Bildungsstandort (darunter die Da-Vinci-Volks- und Hauptschule) und Unterhaltungsangebote (mit dem Großformatkino des ehemaligen IMAX Wien, naturwissenschaftliche Ausstellungen, Experimentarium für Kinder und Jugendliche) vereinigte. Das Bewegungs- und Erlebnisreich wurde im Herbst 2023 geschlossen.